# NGC 7360
NGC 7360 (również PGC 69591 lub UGC 12167) – galaktyka spiralna (S), znajdująca się w gwiazdozbiorze Pegaza. Odkrył ją Albert Marth 29 sierpnia 1864 roku.